# Volkswagen Golf Mk2
Volkswagen Golf II a fost a doua generație a modelului de autoturisme Volkswagen Golf, produs de constructorul Volkswagen. Au fost produse autovehicule cu 3 și cu 5 uși. În total, s-au produs 6.300.987 de exemplare, nu doar în Germania ci și în Franta, Țările de Jos, Regatul Unit, Spania, Austria, Australia, Elveția, Finlanda, Japonia, Mexic și SUA. Există și versiunea SUV, în lume în total existând 7000 exemplare, precum și versiunea cabriolet.

## Istoria

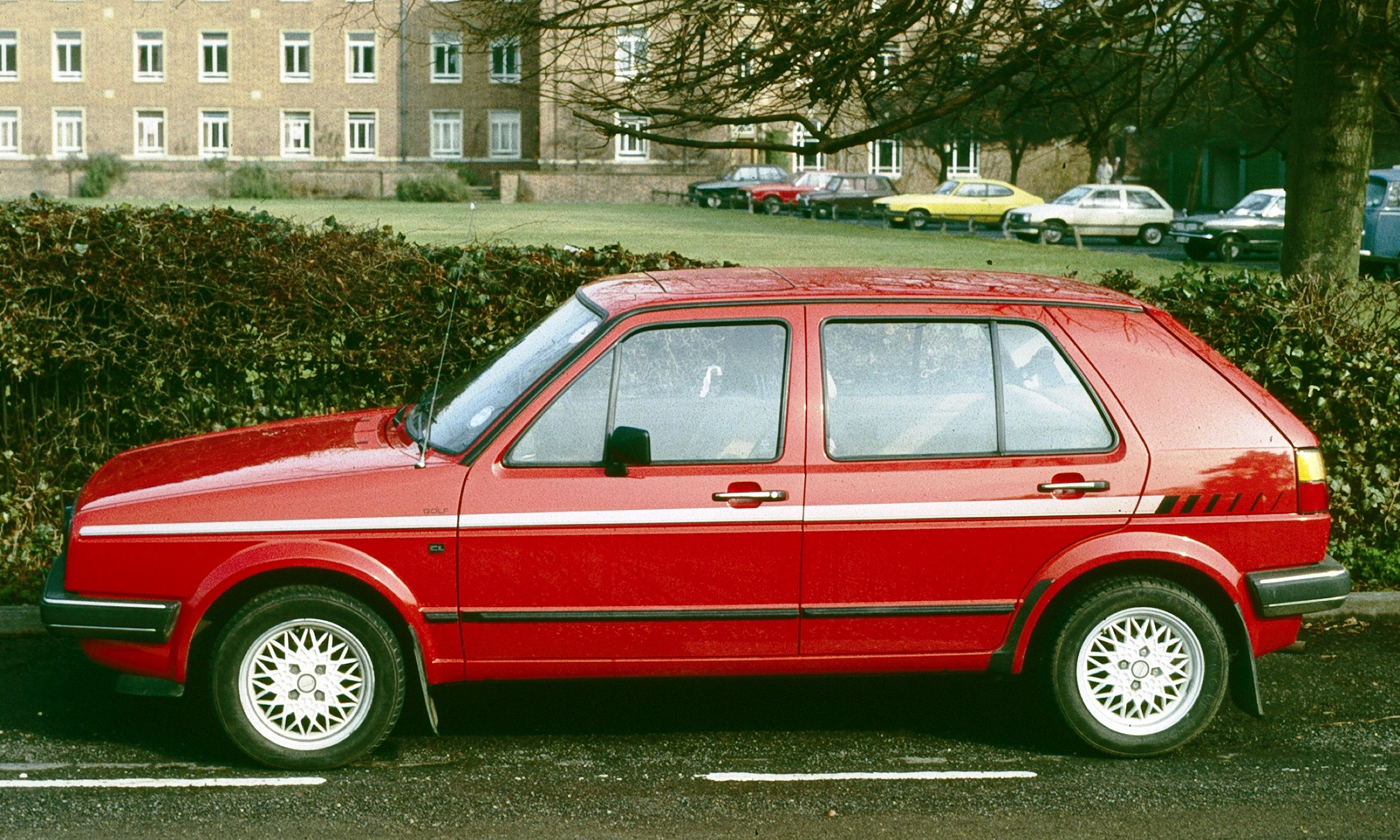
Golf ai anilor 1985

Premiera mondială a cea de doua generație de Volkswagen Golf Mk2 a avut loc la salonul auto de la Frankfurt în septembrie 1983. A fost o mașină construită  mai modern și mai luxos față de predecesorul său Golf Mk1. Caracteristicile sale erau mai multe și mai bune prin dimensiunile sale mai mari în comparație cu generația anterioară, precum și gama largă de motoare și opțiuni. Pe piața europeană Golf Mk 2 a avut un succes mai mare față de predecesorul său Mk1 luând pe plan numeric s-au produs mai multe Mk2 ca Mk1 și pe plan economic avînd un venit foarte mare. Tipurile de Golf care sau produs sunt: C Golf, Golf CL, GL Golf, Golf GT, Golf Carat (până în august 2006), Golf GTD si Golf GTI. Alte îmbunătățiri suplimentare a autovehicolului a fost adoptarea sistemului de anti-blocare a frânelor (ABS) și sistemul de tracțiune pentru toate cele patru roți.
Țările principale producătoare au fost:
- Wolfsburg, Germania
- Bruxelles, Belgia
- TAS, Sarajevo, Bosnia și Herzegovina

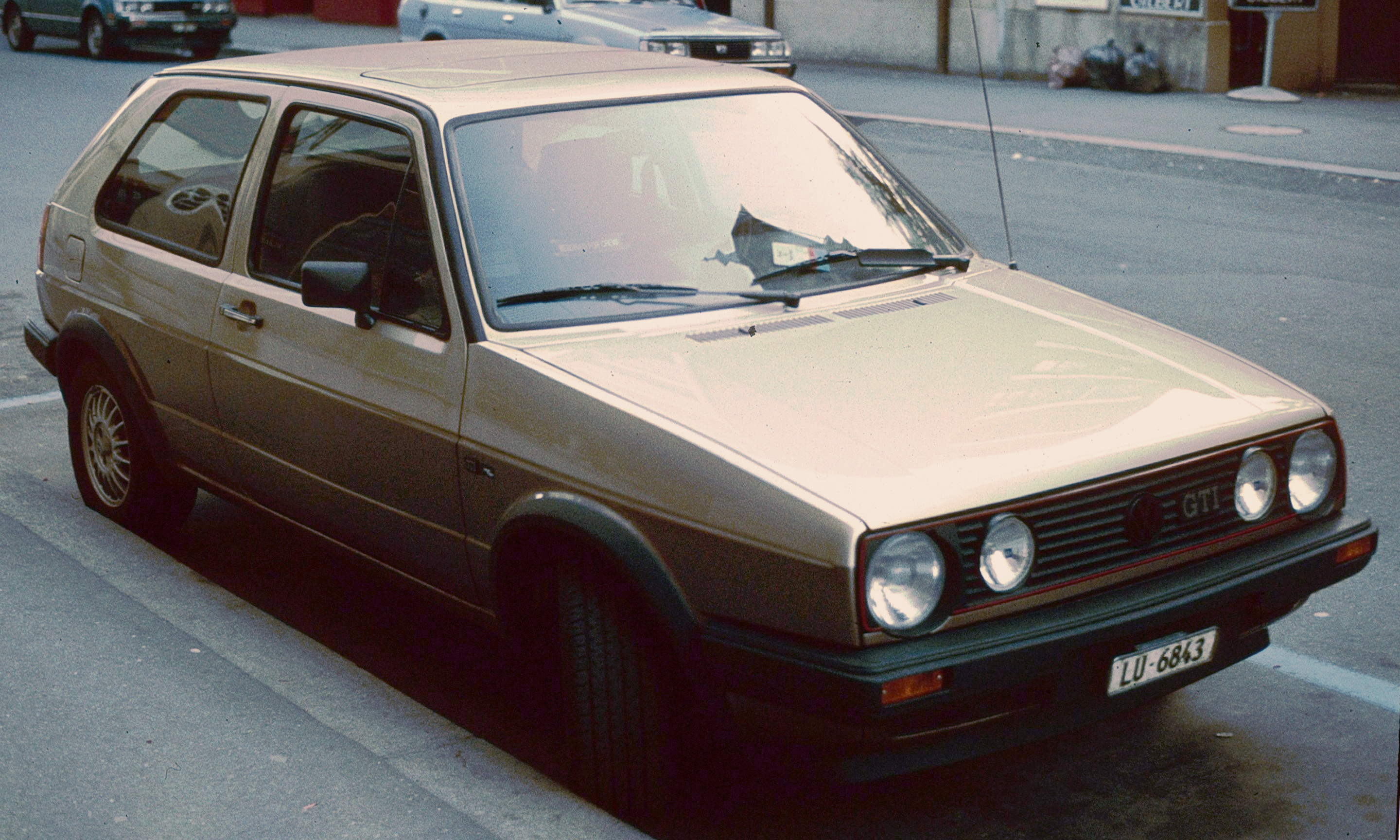

- New Stanton, Pennsylvania, SUA
- Puebla, Puebla, Mexic
- Uitenhage, Africa de Sud

## Versiuni

### SUV

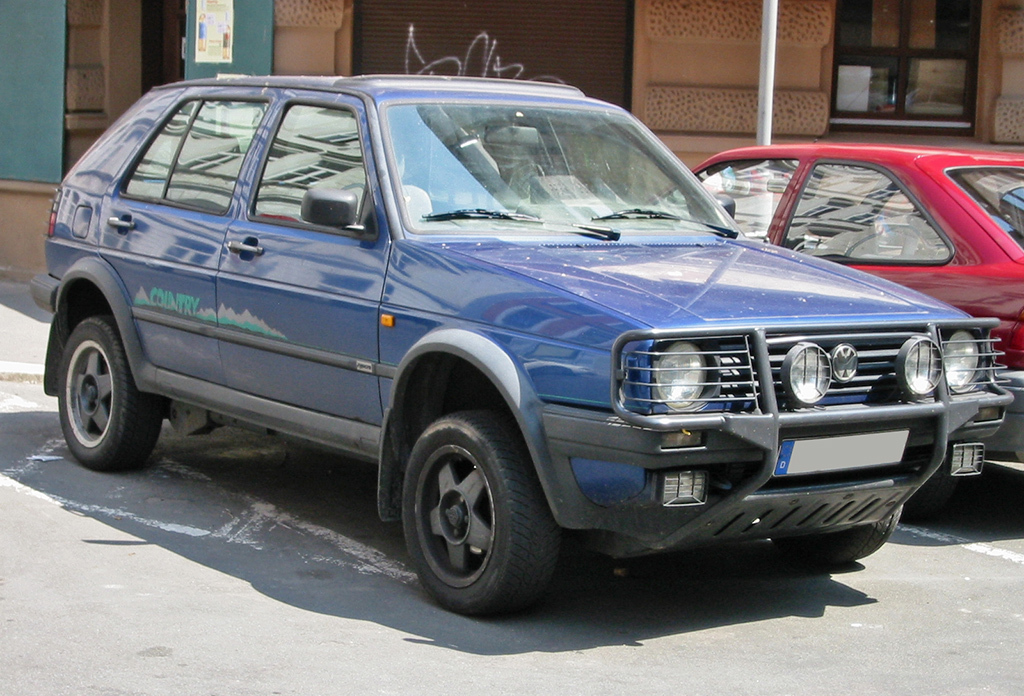
Golf tip SUV

Oficial, s-au produs 7000 de exemplare. Neoficial, sunt în lume peste 10.000 autovehicole deoarece multe autovehicule au fost transformate din hatchback în SUV. Țările cu cele mai multe SUV-uri sunt Mexic și Australia, deoarece, în țările respective, relieful nu permite conducerea autovehiculelor cu garda la sol joasă, fiind și foarte accesibile oricărei persoane la preț. În Mexic autovehiculele au fost folosite și ca mașini de poliție.

### Tip Pickup
Oficial s-au produs 2000 exemplare . Ele au fost construite pentru transportarea lucrurilor. Cele mai multe sau fabricat în SUA la un număr de 500 autovehicole. Neoficial în lume sunt aproximativ peste 4000 de exemplare.

### Cabriolet
Din anul 1987, s-a produs Golf Cabriolet cu modificări noi. În total s-au produs 5000 exemplare. Ele au fost create pentru sport și pentru tineri.

### Ediții limitate
- 90S 1987
- 10 Million 1988
- Atlanta 1989
- Barcelona 1991
- Berlin Golf
- Bistro 1987
- Black Line - Red Line 1990
- Boston 1989
- Champion 1988
- City
- CityStromer 1991
- Cup 1989
- Eclipse 1991
- Edition Blue 1991
- Edition One 1989
- Fashion
- Fire and Ice 1990
- Flair 1986
- Fun 1986
- Function 1991
- Helios 1989
- Hit 1986
- Jubileo (México) 1990
- Madison 1990
- Manhattan 1988
- Match 1985
- Memphis 1987
- Moda 1990
- NinjaTanuki 1990
- Pasadena 1991
- Plus Ultra 1990
- Quadriga 1990
- Rabbit 1991
- Rallye 1989
- Silverstone
- Sky 1987
- Special 1987
- Tour 1988
- Wolfsburg Edition 1987, 1989, 1990, 1992
- Wick Blau

## Piețe

### Statele Unite
În SUA, s-a fabricat autovehiculul Golf între ani 1985-1992. Cu mici diferențe fața de varinata de Golf european, de exemplu, partea din față a mașinii este mai bombata și mai pătrată, iar farurile din față la fel.

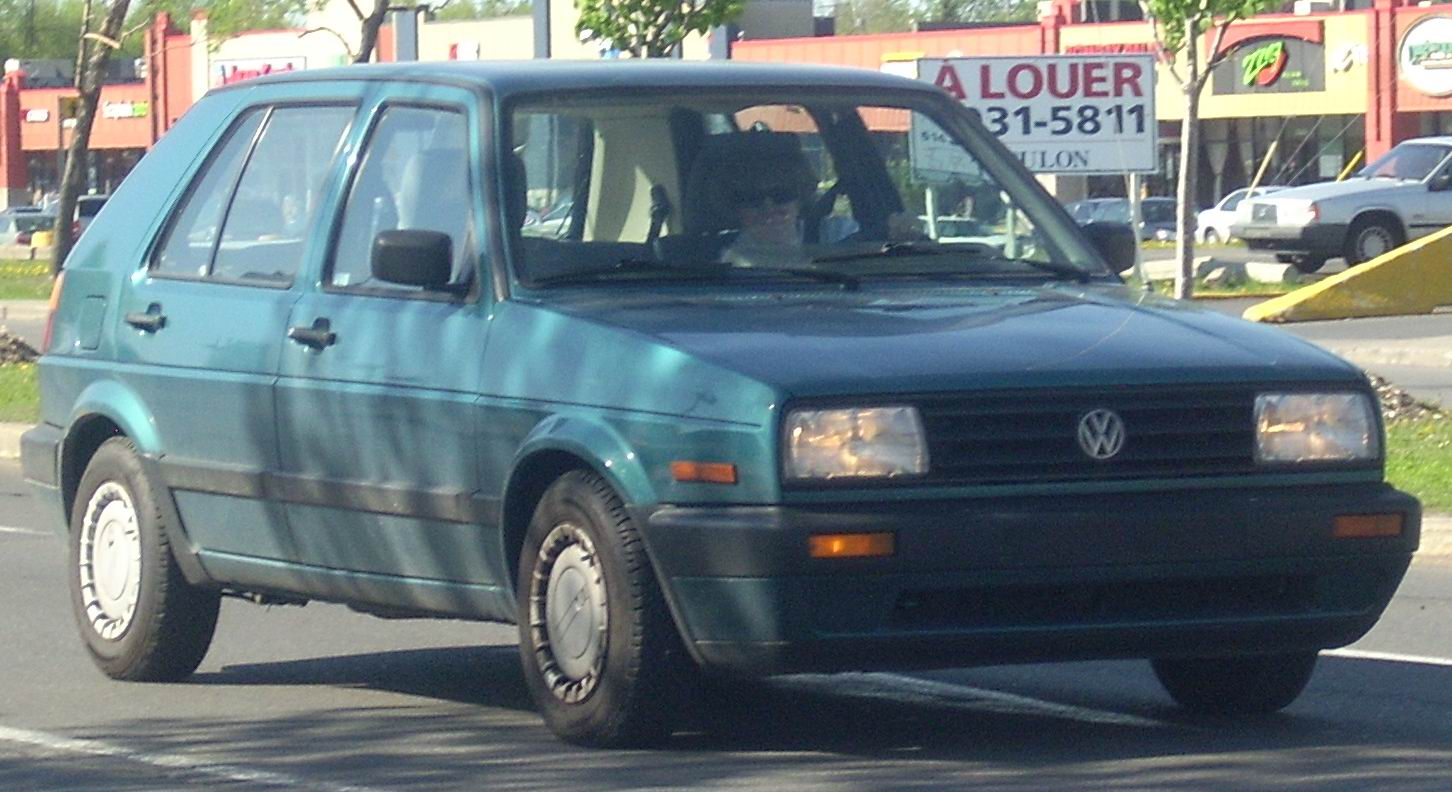

### Mexic
Golf Mk2 a fost introdus în Mexic în martie 1987, înlocuind marca Golf 1 care a fost o marcă de succes. Golf 2 a fost fabricat în Mexic în două versiuni de motor 1.8 și 1.6. Cutia de viteze era disponibilă în varianta manuală în 4 și 5 trepte sau în cea automată, în 3 trepte. Din anul 1988, la marca Golf s-au făcut schimbări la motor, interior și la corpul autovehiculului.

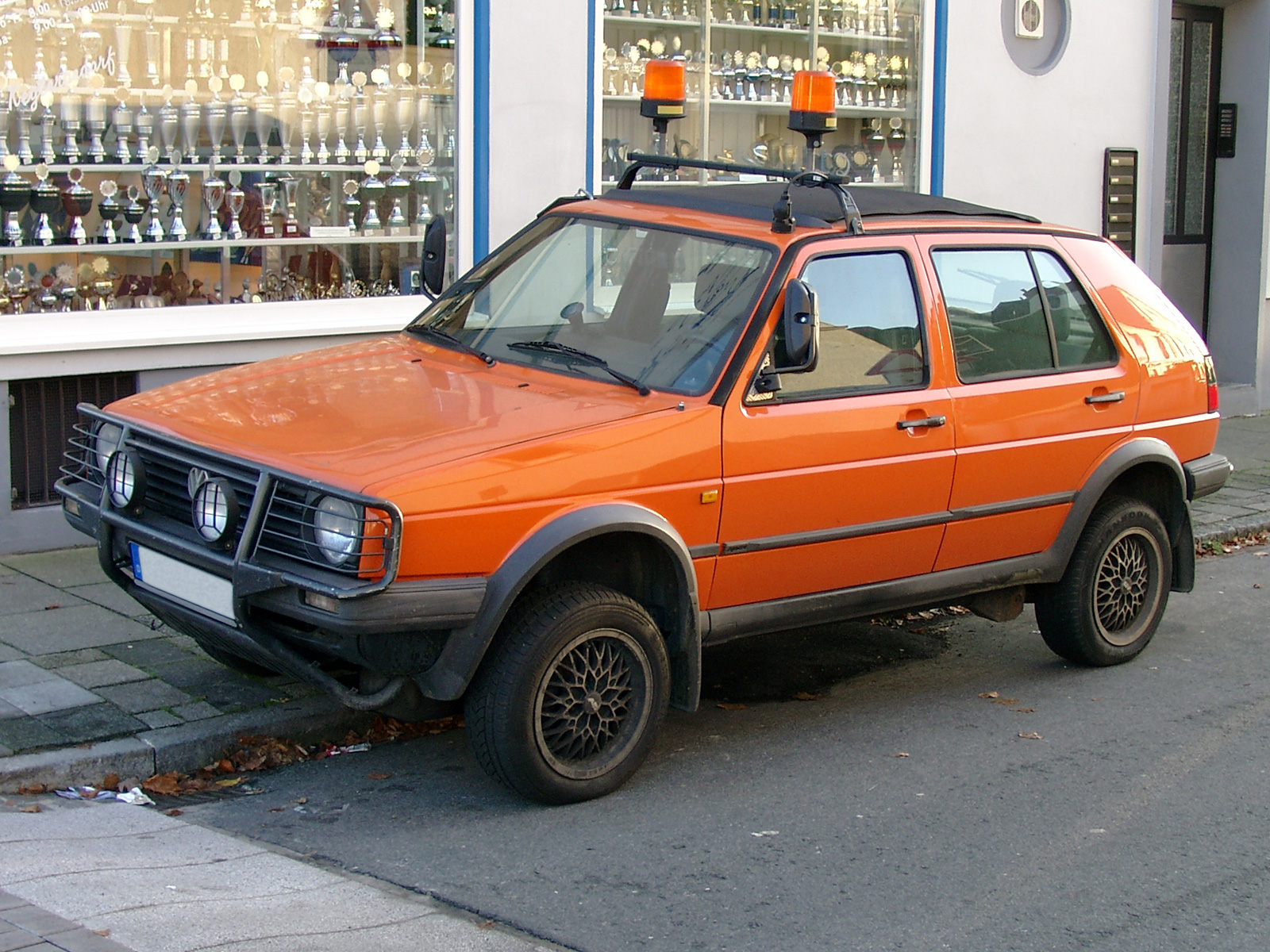

### Republica Moldova
Volkswagen Golf Mk2 constitue 30% din toate autovehicolele din Republica Moldova; acesta fiind un număr mare, un studiu de caz arată că fiecare al 60 șofer din Republica Moldova are Golf Mk2. Volkswagen Golf Mk2  este o mașină iubită de tineri și de maturi în Republica Moldova, are o popularitate foarte mare. În Moldova sunt toate tipurile de Golf între ani 1983-1992.

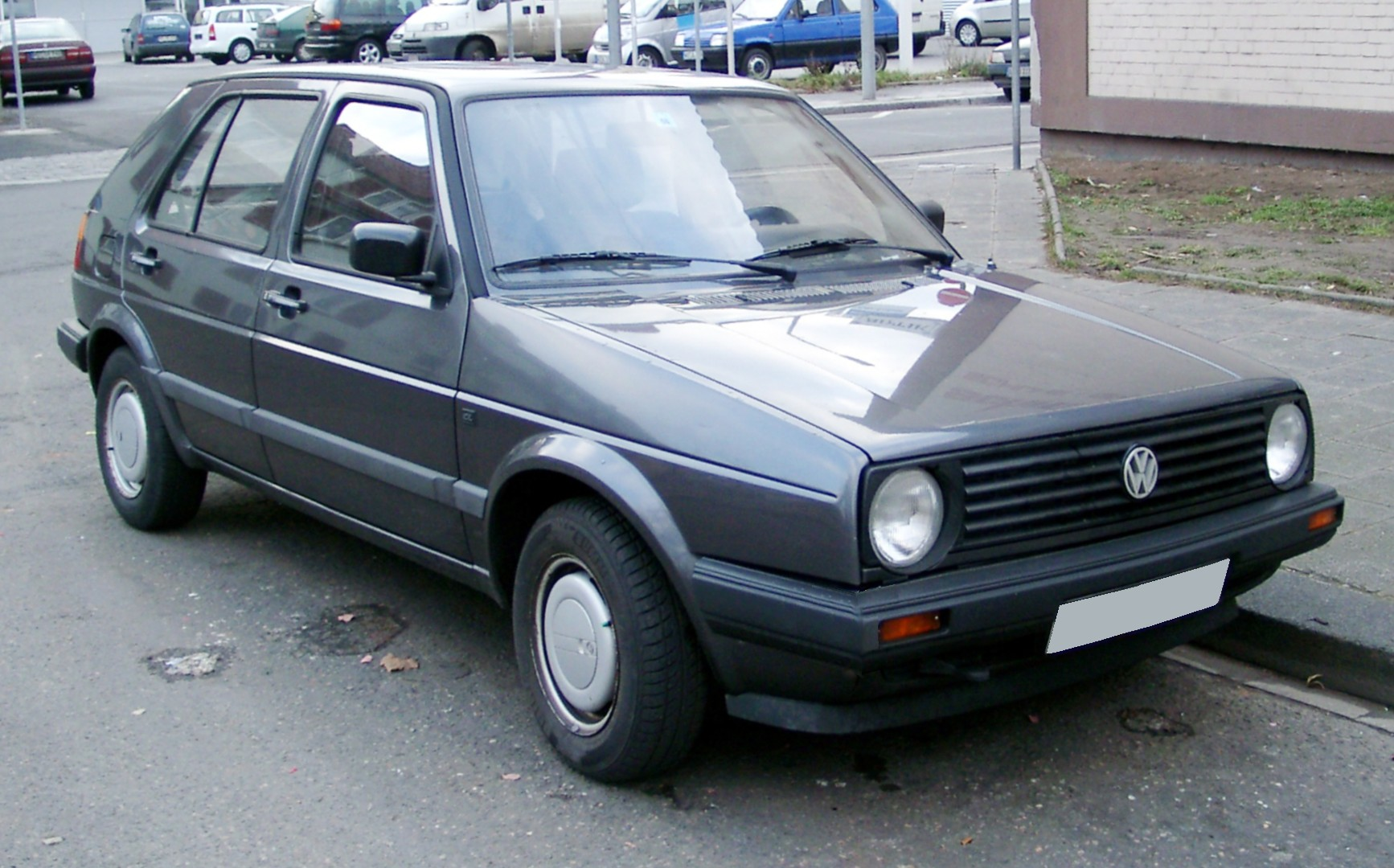
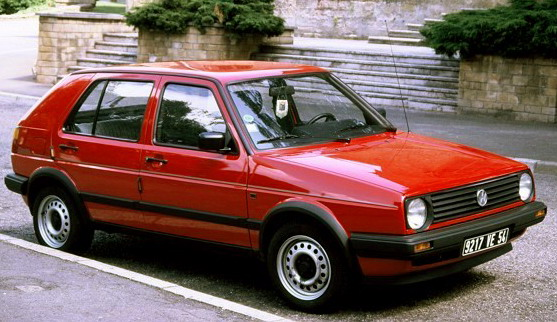